# Stazione di Alviano
Stazione di Alviano vasútállomás Olaszországban, Alviano településen.

## Vasútvonalak
Az állomást az alábbi vasútvonalak érintik:
- Firenze–Róma-vasútvonal

## Kapcsolódó állomások
A vasútállomáshoz az alábbi állomások vannak a legközelebb:
- Stazione di Castiglione in Teverina
- Stazione di Attigliano-Bomarzo